# Rudolf Sokol (Geologe)

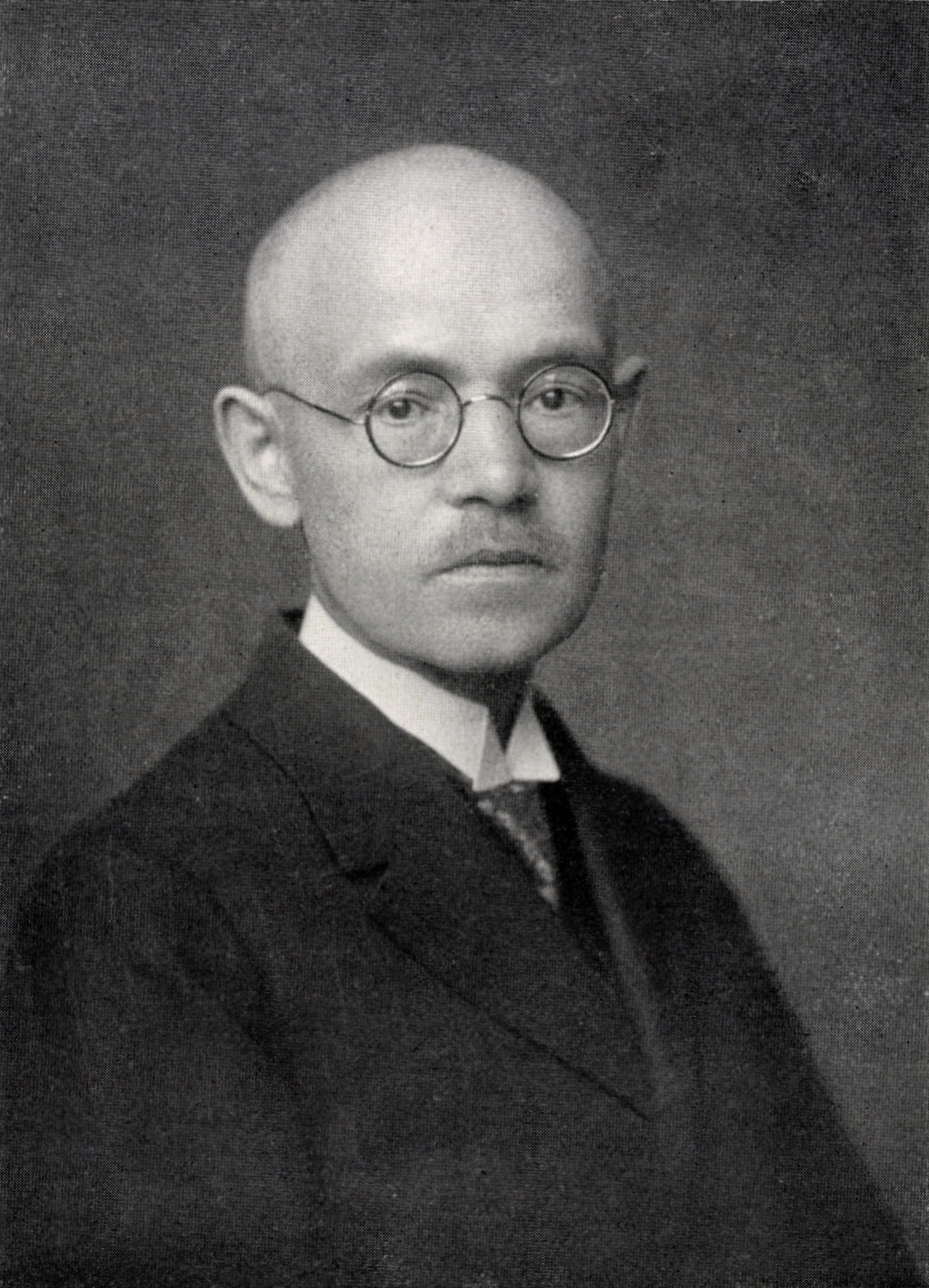
Rudolf Sokol

Rudolf Sokol (* 26. Juli 1873 in Sadská, Böhmen; † 3. Februar 1927 in Prag) war ein tschechischer Geologe und Hochschullehrer.

## Leben
Sokol besuchte in Prag das Realgymnasium.
Er studierte Naturwissenschaften an der philosophischen Fakultät der Karls-Universität in Prag.
Ab 1901 setzte er sein Studium an den Universitäten Greifswald und Jena fort.
Sokol unterrichtete naturwissenschaftliche Fächer an einem Prager Realgymnasium.
1915 promovierte er an der Karlsuniversität mit einer Arbeit zum Thema Über die Bestimmung der Feldspate mittels der Fouqeéschen Methode.
Nach seiner Habilitation 1918 wurde er Privatdozent an der Karlsuniversität.
1926 habilitierte sich Sokol an der Tschechischen Technischen Universität Prag für Geologie.
1927 wurde Sokol für eine Professur für Geologie an der Karlsuniversität vorgeschlagen.
Er verstarb jedoch im Februar 1927 plötzlich, bevor er diese Professur antreten konnte.
Auch sein Lehrbuch Geologisches Praktikum erschien erst nach seinem Tod.

## Werke
In seinem kurzen Leben veröffentlichte Sokol über 100 Arbeiten zur allgemeinen, regionalen und angewandten Geologie.
Sein Hauptwerk war die neunbändige Monographie Böhmerwald, geologischer Durchschnitt durch das Gebirge und Vorgebirge, die er in den Jahren 1917 bis 1923 publizierte.
In ihr behandelt er ausführlich die Mineralogie, Petrologie, Geomorphologie sowie die Quartärgeologie und die Flussterrassen des Böhmerwaldes.
Außerdem schrieb er Lehr- und Handbücher für die Ausbildung künftiger Geologen in tschechischer Sprache.

## Forschungsinteressen
Sokol forschte auf dem Gebiet der geologischen Pfahlbildungen, Flussterrassen und des Anorthoklas im Cordieritgneis.
Er untersuchte die Inhomogenität des Magmas im Erdinneren.
Für seine Arbeiten benutzte er die Fouqué’schen Methode und das geologische Meridianoskop.
Gegen die intuitive Geologie seiner einflussreichen Kollegen Radim Kettner und Bohuslav Stočes (1890–1969) verteidigte Sokol die Anwendung mathematisch exakter Forschungsmethoden in der Geologie und nahm dafür berufliche Nachteile in Kauf.

## Mitgliedschaften und wissenschaftliche Kontakte
Sokol war auswärtiger Mitarbeiter des staatlichen geologischen Dienstes.
Er gehörte außerdem der Königlichen böhmischen Gesellschaft der Wissenschaften an.
Er stand in Verbindung mit Konrad Keilhack, Adalbert Liebus (1876–1946) und Eduard Suess.

## Ehrungen
Sokol gilt als Gründer der tschechischen Geomorphologie.
Er wird als Vater der Pfahlforschung bezeichnet.
Ihm zu Ehren erhielt der Aufschluss des Böhmischen Pfahls 1,7 km südwestlich von Babylon (Babilon, Parisau) den Namen Sokols Aussicht (Sokolova vyhlídka) und es wurde dort eine Gedenktafel angebracht.

## Veröffentlichungen (Auswahl)
- Geologisches Praktikum, Verlag Gebrüder Bornträger, Berlin 1927.
- Böhmerwald, 9-teilige Monographie.
- Bemerkungen zu geomorphologischen Methoden.
- Die Flußterrassen.
- Kompass in Bergbauwesen und Geologie.
- Über die Brüche.
- Der böhmische Pfahl von Furth im Walde bis Ronsperg, Národní knihovna Ceské republiky.
- Zur Beurteilung der Ansichten Puffers über die Böhmerwaldformen, Národní knihovna Ceské republiky, Lorenz Puffer (* 1880): Die Physiogeographie des mittelböhmischen Waldgebirges.
- Ueber die chemischen Verhältnisse der Gesteine des Böhmerwaldes, in Verhandlungen der Geologischen Bundesanstalt, 1918, S. 226–239 (zobodat.at [PDF; 940 kB]).
- Über Kalksilikatgesteine im böhmischen Massiv, Centralblatt für Mineralogie, Geologie und Paläontologie, 1918, S. 201–215 (zobodat.at [PDF]).
- Morphologie des Böhmerwaldes, Petermanns geographische Mitteilungen 62, Gotha 1916, S. 445–449.
- Über die Bestimmung der Feldspate mittels der Fouqeéschen Methode, Vorgelegt am 26. November 1915, Národní knihovna Ceské republiky
- Ein Beitrag zur Kenntnis der Pfahlbildungen, Centralblatt für Mineralogie, Geologie und Paläontologie Stuttgart, Stuttgart 1914, S. 457–463 (zobodat.at [PDF]).
- Über die Projektion von Analysen der kristallinen Schiefer und Sedimente, Verhandlungen der Geologischen Bundesanstalt, 1914, S. 313–321 (zobodat.at [PDF]).
- Über Anorthoklas im Cordieritgneise der südlichen Gruppe des Oberpfälzer Waldes, Centralblatt für Mineralogie, Geologie und Paläontologie, 1914, S. 560–562 (zobodat.at [PDF]).
- Ueber das Sinken der Elbe-Ebene in Böhmen während der Diluvial-Akkumulation, Centralblatt für Mineralogie, Geologie und Paläontologie, 1913, S. 91–96 (zobodat.at [PDF]).
- Die Terrassen der mittleren Elbe in Böhmen: eine vorläufige Mitteilung, Verhandlungen der Geologischen Bundesanstalt, 1912, S. 272–276 (zobodat.at [PDF]).
- Ein Beitrag zur Kenntnis des Untergrundes der Kreide in Böhmen, Verhandlungen der Geologischen Bundesanstalt, 1912, S. 292–296 (zobodat.at [PDF]).
- Ueber einen Fund von Dattelquarzit im Böhmischen Pfahle. Eine vorläufige Mitteilung, Centralblatt für Mineralogie, Geologie und Paläontologie, 1911, S. 625–627 (zobodat.at [PDF]).
- Ueber die Methoden, einzelne Bestandteile einer feinkörnigen Grundmasse im Dünnschliffe zu unterscheiden, Centralblatt für Mineralogie, Geologie und Paläontologie, 1911, S. 276–279 (zobodat.at [PDF]).
- Ueber Erosion und Denudation eines Baches, Centralblatt für Mineralogie, Geologie und Paläontologie, 1907, S. 429–433 (zobodat.at [PDF]).